# Бордаево
Бордаево — опустевшая деревня в Удомельском городском округе Тверской области.

## География
Деревня находится в северной части Тверской области на расстоянии приблизительно 35 км на север-северо-запад по прямой от железнодорожного вокзала города Удомля.

## История
Впервые деревня упоминается в 1501 году как Бардуево. В 1859 году владение помещиков Манзей. В советский период истории здесь действовали колхозы «Красный Бережок», им. Ворошилова и «Прогресс».
Дворов (хозяйств) было здесь 3 (1859 год), 5 (1886), 5 (1911), 2 (1958), 1 (1978), 0 (1999). До 2015 года входила в состав Котлованского сельского поселения до упразднения последнего. С 2015 года в составе Удомельского городского округа.

## Население
Численность населения: 18 человек (1859 год), 28 (1886), 60 (1911), 9 (1958), 1 (1978), 0 (1999), 0 как в 2002 году, так и в 2010.